# زاوگلینه
زاوگلینه (به صربی: Zaugline) یک منطقهٔ مسکونی در صربستان است که در بایینا باشتا واقع شده‌است. زاوگلینه ۳۴۸ نفر جمعیت دارد.